# Tigris.org
Tigris.org（チグリスドットオルグ）は、オープンソースソフトウェア開発のコミュニティーサイト。ソフトウェア開発者向けに、ウェブホスティング、メーリングリスト、バグ追跡、Subversionコントロールなどを提供。